# Lissochlora mollissima
Lissochlora mollissima là một loài bướm đêm trong họ Geometridae.